# Chaviães
Chaviães ist ein Ort und eine ehemalige Gemeinde (Freguesia) im nordportugiesischen Kreis Melgaço.

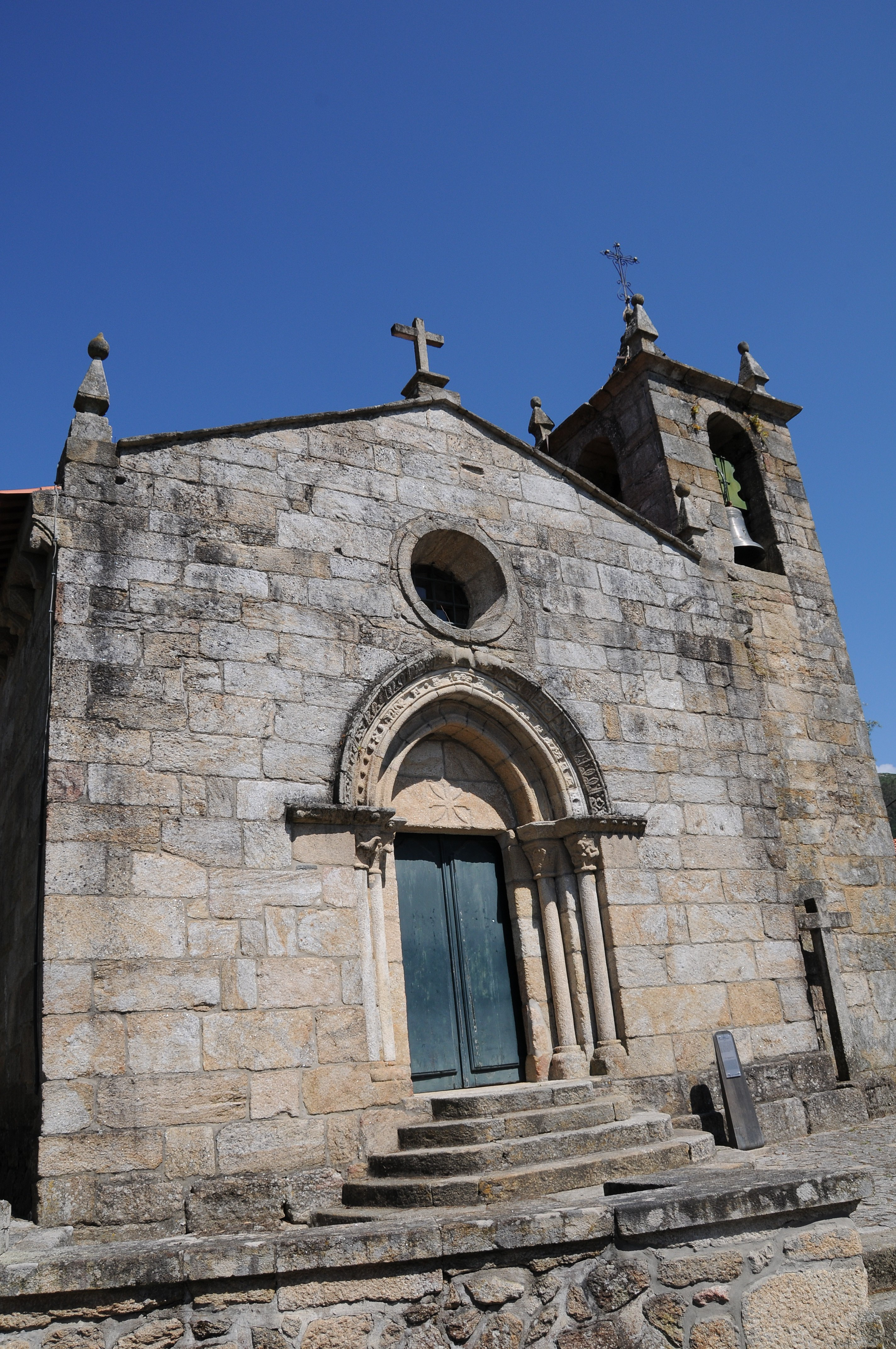
Kirche in Chaviães

 Die Gemeinde hatte 385 Einwohner (Stand 30. Juni 2011).
Am 29. September 2013 wurden die Gemeinden Chaviães und Paços zur neuen Gemeinde União das Freguesias de Chaviães e Paços zusammengeschlossen. Chaviães ist Sitz dieser neu gebildeten Gemeinde.